# Crayon Shin-chan: Ora no Hikkoshi Monogatari Saboten Dai Shūgeki
Crayon Shin-chan: Ora no Hikkoshi Monogatari Saboten Dai Shūgeki (クレヨンしんちゃん オラの引越し物語 サボテン大襲撃 Kureyon Shinchan: Ora no Hikkoshi Monogatari Saboten Dai Shūgeki) là một bộ phim anime Nhật Bản 2015 được sản xuất bởi Shin-Ei Animation. Đây là bộ phim thứ 23 của loạt manga và anime Crayon Shin-chan. Phim được khởi chiếu vào ngày 18 tháng 4 năm 2015 ở các rạp Nhật Bản. Phim của đạo diễn Hashimoto Masakazu, cũng là đạo diễn phim thứ 21 Crayon Shin-chan: Very Tasty! B-class Gourmet Survival!!. Kịch bản và tác giả là Ueno Kimiko.

## Nhân vật

#### Thị trưởng Madakueruyobaka
Tên thật là Duyaggo Eraindesu. Anh sinh ra ở thị trấn Madakueruyobaka, nơi đã bị bỏ hoang. Ông đã cố gắng hồi sinh thành phố bằng cách thu hút nhiều khách du lịch và các công ty với việc phát hiện ra loài xương rồng đặc biệt. 

#### Nene Rodriguez / Rainbow Kamen
Anh ta là một đô vật Lucha Libre người Mexico đeo mặt nạ. Anh ấy thích xây dựng cơ thể và có một nhân cách tốt đẹp. Nhưng anh ấy là người rụt rè và nhút nhát. Anh ta thực sự sợ đánh nhau, thường xuyên giả vờ chấn thương như bị "đau đầu gối", và không lên võ đài. 

#### Mariachi
Anh ấy là một người đàn ông Mexico, một tay luôn cầm cây đàn guitar và hát để thể hiện tình yêu của mình với những điều đẹp đẽ. Shinnosuke đã trêu chọc anh bằng cách gọi anh là "ông chú thất nghiệp". Sau khi bị tấn công bởi loài xương rồng sát thủ, anh ta đã trải qua một sự biến đổi đáng kinh ngạc. Anh ấy đã chiến đấu trận chiến cuối cùng cùng với Rainbow Kamen, cầm cây đàn trên tay.

#### Carolina
Cô ấy là giáo viên mẫu giáo xinh đẹp của trường mẫu giáo mà Shinnosuke theo học ở Mexico. Cô ấy là một người thân thiện và rất quan tâm đến người khác (khác với cô Yoshinaga).

#### Sumaho-chan
Sumaho-chan (ス マ ホ ち ゃ ん, lit. "Smartphone Girl"), là một cô gái Mexico mà gia đình Nohara gặp gỡ lần đầu ở Mexico. Cô sống trong khu nhà mới của gia đình Nohara. Tên thật của cô ấy là Francisca. Do ở tuổi vị thành niên, cô ấy có tật mồm mép, nhút nhát cũng như tính tình thất thường. Cô được Shinnosuke đặt cho biệt danh này vì cô luôn nâng niu chiếc điện thoại thông minh của mình.

#### Ikegamino
Anh ấy là một nhà nghiên cứu xương rồng và nhà thực vật học đã được mời đến lễ hội Xương rồng. Nếu được hỏi bất kỳ câu hỏi nào, anh ấy luôn trả lời "Ii shitsumon desu ne!" (Đó là một câu hỏi hay!). Đây là một tác phẩm nhại lại nhà báo Nhật Bản Akira Ikegami. 

#### Ba anh em Chihuahua
Chúng là những con chó hoang mà Bạch Tuyết đã gặp ở Mexico. Ban đầu họ bắt nạt và lấy đi thức ăn của Bạch tuyết, nhưng sau đó trở thành bạn bè khi anh ấy cứu họ khỏi cây xương rồng.

#### Uga Āna
Cô là phóng viên của một đài truyền hình Mexico.

## Phân vai
- Akiko Yajima trong vai Nohara Shinnosuke
- Miki Narahashi trong vai Nohara Misae
- Keiji Fujiwara trong vai Nohara Hiroshi
- Satomi Korogi trong vai Nohara Himawari
- Hiroaki Hirata trong vai Thị trưởng
- Kenyuu Horiuchi trong vai Nene Rodriguez / Rainbow Kamen
- Daisuke Namikawa trong vai Mariachi
- Maaya Sakamoto trong vai Carolina
- Rino Sashihara trong vai Sumaho-chan / Francisca

## Phát hành
Bộ phim này được phát hành tại các rạp Singapore vào ngày 9 tháng 7 năm 2015 với phụ đề tiếng Anh và tiếng Trung và có xếp hạng PG-13.  Tại Tây Ban Nha , bộ phim sẽ được phát hành vào ngày 25 tháng 5 năm 2019 tại Kinépolis Ciudad de la Imagen vì Fox (Tây Ban Nha) đã mua lại bản quyền phát hành vào năm 2019. Bộ phim này được phát hành vào Hungama TV ngày 30 tháng 4 năm 2017. 
Đây là bộ phim Crayon Shin-chan đầu tiên được Odex phân phối tại Singapore, Malaysia và Brunei

## Khẩu hiệu
Khẩu hiệu phim là "Cảm ơn Kasukabe. Tạm biệt nhé Kasukabe". (Arigatou Kasukabe. Sayounara Kasukabe.)

## Âm nhạc

### Mở đầu
- Kimi ni 100% ( Warner Music Japan / unBORDE )
  - Lời: Yasutaka Nakata
  - Giọng hát: Kyary Pamyu Pamyu

### Kết thúc
- 「OLA !!」 (SENHA & Co.)
  - Lời: Kenichi Maeyamada
  - Giọng hát: Yuzu

## Nội dung
Bố Hiroshi sắp xa nhà tới Mexico làm việc. Nhưng bố quyết định đưa cả nhà đi cùng. Thì ra, bố tìm hiểu về cây xương rồng. Nhà Nohara phải chia tay Kasukabe. Tới Mexico, Shin quen cô giáo khá xinh. Đột nhiên, cây xương rồng lại tạo thành binh đoàn để phá Mexico. Thế là đám người lao ra cuộc hành trình. Thị trưởng và Shin sau khi Shin tè vào chúng xong mới nhớ ra: Cây xương rồng rất sợ nước. Nhiều người quyết định vận chuyển nước, cuối cùng thì đám xương rồng (kể cả nữ hoàng xương rồng) đã bị tiêu diệt. Nhà Nohara đã yên tâm quay về Kasukabe.

## Doanh thu
Bộ phim đã đạt doanh thu ¥ 2.225.385.300 vào ngày 29 tháng 6 năm 2015 tại Nhật Bản, do đó trở thành bộ phim Crayon Shin-chan có doanh thu cao nhất mọi thời đại trong 23 năm, vượt qua bộ phim năm 1993 Crayon Shin-chan: Action Kamen vs Haigure maō thu về 2,22 tỷ yên. Bộ phim đã thu về tổng cộng 2,29 tỷ yên tại Nhật Bản. Phim thu về 730.400 đô la Mỹ khi khởi chiếu tại Hàn Quốc. 

## Phát hành DVD và Blu-ray
DVD và Blu-ray của bộ phim này được phát hành vào ngày 6 tháng 11 năm 2015 tại Nhật Bản bởi Bandai Visual.